# Leon Britton
Leon James Britton (Merton, 16 september 1982) is een Engels voetballer die bij voorkeur als middenvelder speelt. Hij verruilde in januari 2011 Sheffield United voor Swansea City, waarvoor hij ook van 2003 tot en met 2010 uitkwam.

## Clubcarrière
Britton werd in 1991 opgenomen in de jeugdopleiding van Arsenal. Nadat hij die na zeven jaar verliet, nam West Ham United hem over. Britton stond er vier jaar onder contract zonder één competitiewedstrijd in de hoofdmacht te spelen.
West Ham verhuurde Britton in december 2002 aan Swansea City, destijds actief in de Third Division. Hiervoor debuteerde hij in het betaald voetbal. Toen Britton in juli 2003 einde contract was bij West Ham, nam Swansea City hem definitief over. Hij speelde 270 competitiewedstrijden voor de club, 295 inclusief die in zijn huurperiode.
Britton tekende in juni 2010 bij Sheffield United, dat hem transfervrij inlijfde. Hij kreeg spijt van zijn keuze omdat hij er niet in slaagde bij Sheffield United zijn oude niveau te halen. In januari 2011 keerde Britton daarop terug naar Swansea City, waarmee hij enkele maanden later promoveerde naar de Premier League. Op 15 augustus 2011 debuteerde hij op het hoogste niveau, tegen Manchester City.

## Erelijst
| Football League Trophy | 1x | 2005/06 |
| Kampioen League One    | 1x | 2007/08 |
| League Cup             | 1x | 2012/13 |

1 Fisher ·
2 Key ·
3 Pedersen ·
4 Fulton ·
5 Cabango ·
6 Darling ·
7 Allen ·
8 Grimes  ·
9 Vipotnik ·
10 Eom ·
11 Ginnelly ·
14 Tymon ·
17 Franco ·
19 Bianchini ·
20 Cullen ·
21 Tjoe-A-On ·
22 Vigouroux ·
23 Christie ·
25 Peart-Harris ·
26 Naughton ·
29 Broome ·
30 Ashby ·
31 Cooper ·
32 Abbey ·
33 McLaughlin ·
35 Ronald ·
37 Govea ·
41 Parker ·
47 Abdulai ·
Coach: Williams